# Paul Landowski
Paul Landowski   (9è districte de París, 1 de juny de 1875 - Boulogne-Billancourt, 31 de març de 1961) va ser un escultor francès.

## Biografia

### Família d'artistes i formació humanista (1875-1913)
Paul és el fill de Edward Landowski, doctor en medicina, d'origen polonès, i de Julie Henriette Vieuxtemps. Paul Landowski és el net, per la seva mare, del famós violinista i compositor Henri Vieuxtemps. Perd successivament la seva mare el 28 d'octubre, a continuació el seu pare el 6 de novembre de 1882, morts de les continuacions d'una malaltia a Alger. És des de llavors, amb els seus germans i germanes, presos en càrrega a París pel seu oncle patern, Paul Landowski. Es casa en primeres noces amb Geneviève Nénot (1888-1911), filla d'Henri-Paul Nénot, amb qui té dos nens, la pintora Nadine Landowski (1908-1943) i Jean Max Landowski (1911-1943), mort per França. Vidu, es casa amb Amélie Cruppi, filla del polític Jean Cruppi i de la dona de lletres Louise Cruppi. És també el pare del compositor Marcel Landowski (1915-1999), qui va reformar l'ensenyament musical a França, i de la pianista i pintora Françoise Landowski-Caillet (1917-2007).
Després de cursar estudis secundaris a París al col·legi Rollin, es destina a la versificació dramàtica. Descobreix durant l'any 1898 a través d'Henri Barbusse la filosofia humanista, la qual marcarà tota el seu obra. L'any següent, segueix, paral·lelament als seus estudis, els cursos del retratista Jules Lefebvre a l'Acadèmia Julian. Esdevé un expert en anatomia seguint diàriament les disseccions de l'Escola de medicina i dibuixant les posts pedagògiques del professor Farabeuf. S'apassiona per la boxa.
Admès l'any 1895 a les Belles arts, hi esdevé l'alumne de Louis-Ernest Barrias. En surt l'any 1900 guanyador del prix de Rome pel seu David combatent Goliath i resideix a la vil·la Mèdici. L'any 1903, participa en el seu primer Saló dels artistes francesos; hi exposarà durant tota la seva carrera, durant més de trenta anys. L'any 1906, aviat seguit per arquitectes, artistes i mecenes, s'instal·la a Boulogne-Billancourt, carrer Moisson-Desroches, avui carrer Max Blondat. No queda del seu taller més que un petit museu construït rere la seva mort a un racó del jardí i llegat a la ciutat l'any 1982. Accedeix a la celebritat des de 1909 amb una escultura instal·lada cinc anys més tard sota la cúpula del Panteó, Als artistes dels que el nom s'ha perdut.
L'any 1927 Paul Landowski s'instal·la al Brusc, caseriu del municipi de Sieisforns de Mar a Var, on instal·la un taller.

### L'escultura com a instrument civilitzador (1914-1938)
L'any 1916, durant la Primera Guerra Mundial, va participar en la batalla del Somme i va rebre la Creu de Guerra. El 1917, va lliurar amb Bouchard a la ciutat de Ginebra les estàtues del Monument de la Reforma. En el període de postguerra, va crear més de vuitanta monuments commemoratius de guerra, entre ells:
- el 1921, el Monument a la glòria dels interns de l'hospital de París al recinte de l'Hôtel-Dieu;[4]
- el 1924, El Monument de la Victòria a Casablanca;
- el 1928, Le Pavois a l'Alger;
- el 1935, Les Fantômes[5] al camp de Chalmont, on es va segellar el destí de la segona batalla del Marne.

El 1928 va participar en el concurs d'art dels Jocs Olímpics d'Amsterdam i va guanyar la medalla d'or en el concurs d'escultura per El boxeador. Oficial de la Legió d'Honor des del 8 d'agost de 1920, va ser ascendit a comandant el 30 d'abril de 1928. Reconegut com un heroi amb inquietuds humanistes, esdevingué a la França pacifista de postguerra l'escultor que obtingué els encàrrecs més monumentals, a París o a l'estranger:
- el 1928 l'estàtua de Santa Genoveva protegint París, erigida al pont de la Tournelle;
- inaugurat l'any 1929: L'escut als morts, 16è districte de París;[9]
- el 1930 el Mausoleu de Sun Yat Sen a Nanquín;
- el 1931 el Crist Redemptor a Rio de Janeiro;
- l'any 1933, Montaigne meditant davant de la Sorbona, carrer de les Escoles de París;
- el 1936, les fonts de la Plaça de la Porte-de-Saint-Cloud a París;
- el 1937, la tomba del mariscal Foch a Els Invàlids de París;
- inaugurat l'any 1956: A la glòria de l'exèrcit francès 1914-1918, Plaça del Trocadéro a París.[10][11]

Va ser convidat a la 24 exposició dels artistes de Roan el 1933.

### Teòric instrumentalitzat després relegat (1939-1962)
Director de la Vila Medici de 1933 a 1937, va ser nomenat llavors director de l'Ècole des beaux-arts on va treballar en una reforma aplicant les seves concepcions de l'ensenyament de l'art com a síntesi de l'arquitectura, l'escultura i la pintura.
A novembre de 1941, va fer amb Paul Belmondo i André Derain el famós "viatge a berlín», en realitat un recorregut per tota Alemanya fins a Weimar. Respon així com molts altres artistes francesos a la invitació d'Otto Abetz a col·laborar a nivell intel·lectual amb el projecte de Goebbels per fer una nova Europa. Com a director de Belles Arts i com a antic amic íntim d'Otto Abetz, que a l'època d'aquesta amistat encara no s'havia compromès amb el nazisme, tenia certa pressa per actuar pels seus alumnes presoners a Alemanya des de la debacle.
Durant el seu judici de depuració, del qual va sortir com la majoria dels alts funcionaris sense condemna, es va defensar explicant que havia donat la seva quota als estalvis dels presos. Va afirmar haver actuat amb l'objectiu de contribuir a l'ajuda dels presoners francesos i haver estat mogut per l'esperança d'alliberar joves artistes. En la intimitat del seu diari, lamentava la seva actitud, cosa que no tothom fa, acusant-se de covardia i reconeixent la seva culpa.
El seu ambiciós projecte de Temple de l'home no es realitzarà però un dels elements es reutilitza l'any 1953 per fer la monumental Porta de la Facultat de Medicina que es pot veure a rue des Saints-Pères a París. El 1954, sis anys abans de la seva mort, L'etern retorn que adorna el columbari del Père-Lachaise a París reafirma les seves inquietuds humanistes com un testament nietzscheà. A la seva mort, també va deixar dues obres literàries, una publicada en vida, Peut-on enseigner les Beaux-Arts?, i l'altra, que només es publicarà parcialment després de la seva mort, és el seu Journal (diari), un relat personal i fascinant de l'ofici d'escultor que va escriure des d'abans de la Primera Guerra Mundial fins al final de la seva vida.

## Obres

### El projecte d'unTemple de l'Home
El Temple de l'Home, al qual Paul Valéry ha donat el seu nom, és el projecte «oceànic», en el sentit de Romain Rolland, d'un lloc de meditació acollidor manifestacions públiques, espectacles i congressos internacionals. Comprenent biblioteca i cinema, ha estat elaborat en col·laboració amb els arquitectes Taillens, Beat i Laprade i no ha estat realitzat. Presentat l'any 1925 a l'Exposició de les Arts decoratives de París, ha estat considerat l'any 1932 per prolongar l'eix dels Camps Elisis entre la porta Mallot i La Défense. El projecte serà constantment treballat fins a l'any 1950.
Dues portes monumentals, la Porta de la Ciència i la Porta de Psyche, obren a les estàtues dels Fills de Caín al mig d'un atri emmarcat de dos-cents metres de Mur de Prometeu, Mur de les Religions, Mur de les Llegendes, Mur dels Himnes, cadascun alt de vuit metres i decorat de baixos relleus representant les grans figures de la Ciència, de la Filosofia, de l'Heroisme, de la Poesia.

La Porta de la Ciència és avui visible a l'entrada de la nova facultat de medicina de París, nº45 del carrer dels Sants Pares, i el grup dels Fills de Caín a les Teuleries. L'Himne a l'Aurora, conservat al museu dels Anys Trento, era destinat al Mur dels Himnes.
| «                                 | (francès) L'idée centrale qui domine toute ma production, c'est l'influence du Temple vers lequel tout l'œuvre tend, et qui projette sur elle sa lueur. Toute idée, aussi abstraite soit-elle, est pensée sculpturalement. | (català) La idea central que domina tota la meva producció és la influència del Temple cap al qual tendeix tota l'obra, i que hi projecta la seva llum. Qualsevol idea, per abstracta que sigui, està pensada escultòricament. | » |
| — Paul Landowski, 3 desembre 1931 | | |   |

### Escultures
- David combatent (1900).

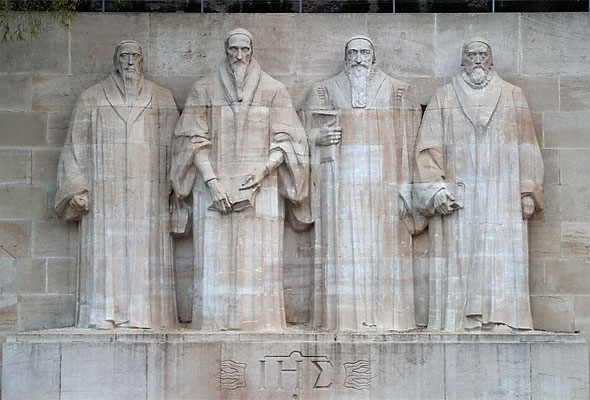
El Monument internacional de la Reforma (1909-1917) a Ginebra.

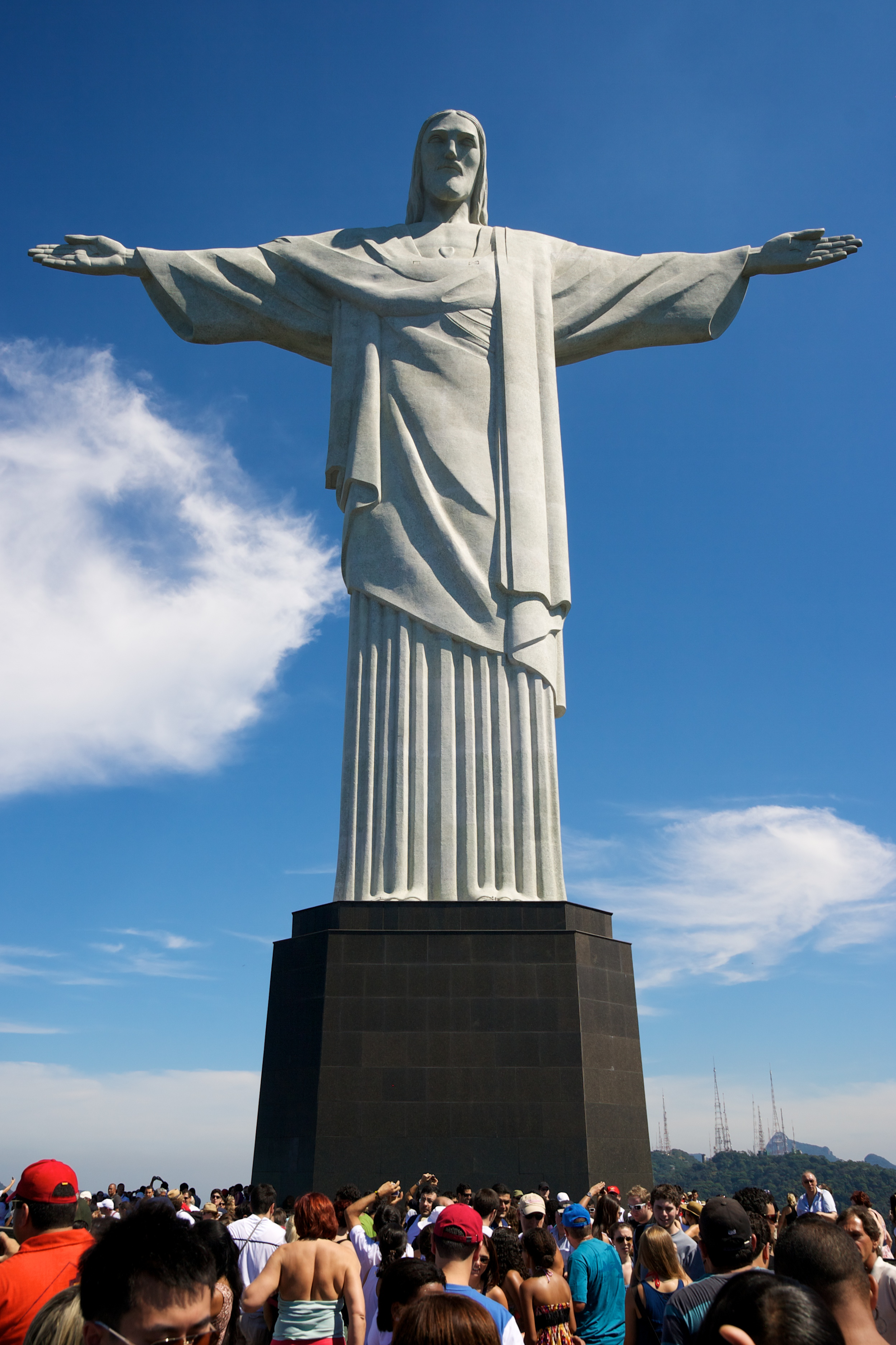
El Crist Redemptor (1931) de Corcovado a Rio de Janeiro.

- Les Portadores d'aigua cegues (1903), guix visible al museu dels Anys Trenta.
- Els Fills de Caín (1906), bronze posat l'any 1984 galeria de la Vora de l'Aigua a les Tuileries.
- El primer arquitecte o L'Arquitectura (1907), Reims, parc dels Buttes Sant-Nicaise, enfront de la casa de Xampanya Pommery (maqueta en guix, datada de 1906, al museu dels Anys Trenta a Boulogne-Billancourt).[16] Es presenta sota la forma d'un home visionari qui, segons el seu autor, està «ajupit al mig del pla de la ciutat futura que crea, ha aixecat el cap i somnia». Forma part d'una encàrrec de l'Estat, un grup d'estàtues inicialment destinat a decorar el jardí del Carrousel del Louvre, a decisió d'Étienne Dujardin-Beaumetz, sotssecretari d'Estat a les Belles arts de l'època.[17] Va acabar posada a París a la plaça Gambetta. Va ser exposada a París, al saló de 1908. Aquesta estàtua ha estat objecte d'un donatiu a la ciutat de Reims, on va ser instal·lada l'any 1933.[18]
- Jabel, el pastor portant un crani de boví marxa, Jubal, el poeta, a la seva dreta i Tubalcaïn, el ferrer, a la seva esquerra.
- L'Himne a l'Aurora (1909), nu femení en guix, grandesa naturalesa, visible al Museu dels Anys Trenta.
- Soun, ballarina sagrada (1912), visible al museu dels Anys Trenta.
- El Púgil, nu de Georges Carpentier que va escandalitzar (1912).
- La Indústria & l'Agricultura a l'entrada de la cort del palau governamental Piratini a Porto Alegre (1912).
- La Primavera, l'Estiu, la Tardor, l'Hivern, l'Abundància, la Fortuna a la façana d'un dels edificis de la Unió i el Fénix espanyol a Madrid (1912).
- Homenatge a Joseph-Marie Jacquard, genial mecànic. El monument relata la vida dura i pobra d'aquest inventor d'un teler revolucionari eficient, en pedra i bronze, situat Plaça Jacquard a Saint Étienne (1912)
- Als artistes dels que el nom s'ha perdut, escultura al Panteó de París (1909-1913).
- Estàtua eqüestre d'Eduard VII (1914), bronze en exterior exposat a la plaça Eduard VII, a París (9è).
- Monument internacional de la Reforma (1909-1917).
Mur de pedra esculpit en col·laboració amb Henri Bouchard, situat a Ginebra i retent homenatge als pares de la Reforma protestant.
- Monument "L'Envol" a Wilbur Wright, Le Mans (1920).
- Knock down, estàtua de boxador aixecant-se (1921).
- A la suïssa consolatrice la França agraïda (1922) a Schaffhausen.
- Monument de la Victòria, o Monument de la fraternitat francomarroquina, edificat inicialment a Casablanca a partir de 1921, i inaugurat el 20 de juliol de 1924 pel mariscal Hubert Lyautey, ha estat repatriada l'any 1961 i inaugurada de nou a Senlis (Oise) l'11 de novembre de 1965.
- Concert campestre i La Becquée, a la vora de l'estany del castell de Veïns a Sant-Hilarion (1925).
- Monument al professor Farabeuf, universitat de París VI Pierre i Marie Curie (1925).
- Copa Gérard Montefiore : home prehistòric (1926).[19]
- Monument a Paul Déroulède, avinguda César-Caire a París (1927).[20]
- Escut als morts (1928), als jardins de l'ajuntament del 16è districte a París.
- Santa Geneviève, protectora de París en contra l'invasor (1928).
Estàtua en pedra situada a París (5è) enfront de la capçalera de Notre-Dame  al pont de la Tournelle qui salva el Sena. És inscrita al patrimoni mundial per la UNESCO des de 1991.
- Commemoració del primer quilòmetre en circuit tancat per Henri Farman davant de l'heliport de Issy (1929).
- Monument de la Victòria, als soldats de Casablanca morts durant la Gran Guerra (1924) transportat a Senlis, plaça del Tercer-Houzard, l'any 1961.
- El Pavois, aixecat a Alger (1929).
Monument a la fraternitat francoalgeriana precintada per la sang vessada a la guerra, ha estat recobert d'un encofrat en ciment l'any 1978.
- Clement Ader a Muret (1930).
- Sun Yat-Sen trônant al mausoleu Sun Yat-sen a Nanquín (1930) (rèplica en bronze al Museu Sun Yat-sen de Taipei).
- Monument al mariscal Haig (1931), bronze en exterior instal·lat a la plaça del General de Gaulle a Montreuil-sur-Mer.[21][22]
- Monument a l'almirall de Grassa, passeig Delessert a la vora dels jardins del Trocadéro (1931).
Ofert a la ciutat de París per un americà, Kingsley Macomber, és constituït de l'estàtua de l'almirall davant un baix relleu de bronze de tres metres representant una bateria de canó i els seus servents a bord d'un vaixell. Una rèplica en bronze de l'estàtua ha estat inaugurada a Virginia Beach pel bicentenari de la Revolució americana.
- El Crist redemptor al Corcovado a Rio de Janeiro (1931).
Realitzat en col·laboració amb l'enginyer brasiler Heitor da Silva Costa. És una escultura monumental de 37 metres d'altura (estàtua) 700 (turó) 8 m (pedestal) en total 738 m, que pesa 1.145 tones. El cap mesura 3,75 m, la mà 3,20 m. La distància entre cada mà és de 28 m, l'amplada de la túnica és de 8,50 m. El pes aproximat del cap és de 30 tones i el de cada mà de 8 tones. L'àrea del pedestal és de 100 m2. Aquesta estàtua ha estat realitzada per celebrar el centenari de la independència a Brasil. La seva inauguració va tenir lloc el 12 d'octubre de 1931.
- Tomba de la família Darracq al Cementiri del Père-Lachaise.
Jaient, La Sortida de la difunta (relleu al sarcòfag), La Ferreria (relleu al timpà), Pietat, Bondat, Amor fraternal (relleus decorant el nínxol).
- Segona copa Gérard Montefiore : un home i una gran àguila de les muntanyes (1932).[23]
- Les Fonts del Sena, baixos relleus decorant les fonts monumentals de la porta de Sant-Cloud a París (1928-1932).
- Montaigne, marbre (avui una còpia en bronze) del filòsof de predilecció de l'artista, asseguts enfront de l'entrada d'honor de la Sorbona, carrer de les Escoles a París (1933).
- Monument al Doctor Armaingaud a Arcaishon (1933).
- Tomba del mariscal Foch als Invàlids a París (1937).
- PAX (1937), monument en l'honor del Premi Nobel de la Pau Aristide Briand, havent del ministeri dels Afers estrangers, moll d'Orsay a París.
- Monument a Paul Adam, en contra el palau del Trocadéro, avinguda Albert-de-Mun a París.
- Els Signes del zodíac, relleu en pedra situat al subsòl del crematori del cementiri del Pare-Lachaise a París.
- Michel-Àngel al treball (1946), autoretrat, museu dels Anys Trento a Boulogne-Billancourt.
- Dansa de Parvati, Dansa de la seducció, Dansa de la puresa i Dansa de l'arc (1947), inspirades de la ballarina cambodjana Nyota Inyoka.[24]
- Porta de la nova facultat de medicina de París, no carrer dels Sants-Pares a París (1953).
- Monument a Georges Heuillard (1953), pedra i bronze, edificat a Neuf-Marché (Sena Marítim). Inaugurat el 14 de novembre de 1953 per Joseph Paul-Boncour.
- La Tornada eterna (1954), situat al subsòl del crematori del Cementiri del Père-Lachaise a París.
Obra testamentària de l'artista, és una mena de piéta heroica en pedra oferent el cos vertical d'un jove difunt. Landowski ha reiterat aquí la seva composició favorita per la qual associa una estàtua a un fons esculpit de baixos relleus.
.Posada a la tomba del Crist, baix relleu de l'altar de l'església sant Pierre del Brusc (Sis-forns les Platges, Var)
- Monument a la glòria de l'exèrcit francès (1956) Plaça del Trocadéro a París.
- Monument a la victòria de Narvik, (cap a 1950), alt relleu en bronze, plaça de Narvik a París.

### Monuments als morts
Antic soldat d'infanteria francesa, Paul Landowski ha realitzat molts monuments als morts després de la Primera Guerra Mundial:
- 1920 :
  - Le Neubourg
  - París, inspecció de les finances
- 1921 :
  - Combs-la-Ciutat
  - Gran-Corona
  - París, monument als morts de l'Hotel-Déu
- 1922 :
  - Annonay
  - Bagneux
  - Barceloneta de Provença
  - Bordeus, a la facultat de medicina
  - Cepoy
  - Labarthe-Inard
  - Sant-Paul-a-Ubaye
  - Varengeville-a-Mar
- 1923 :
  - Buenos Aires, a l'hospital francès
  - Chézy-a-Marne
  - Gallargues-el-Montuós
  - París, École Normale Supérieure; figurant un nu masculí lesionat esgrimint una torxa (el braç ha estat diverses vegada trencat, volat i reemplaçat)
- 1924 : Boulogne-Billancourt
- 1926 : Fargniers
- 1927 : Sant-Quentin; arquitectura de Paul Bigot, alt i baixos relleus del monument en col·laboració amb Henri Bouchard
- 1928 : Alger
- 1929 :
  - Ault
  - París, 16è districte, escut als morts
- 1935 : Oulchy-el-Castell, Els Fantasmes; grup en pedra constituït de set soldats, alts de 8 metres, cadascun encarnant una arma i erigit al pujol de Chalmont al lloc precís on es va decidir el destí de la segona batalla del Marne. Aquest monument, propietat de l'Estat, és classificat als monuments històrics per un decret del 31 de juliol de 1934.

Durant la guerra, l'any 1916, Paul Landowski va ser inclòs en una secció de camuflatge com molts artistes de la Societat dels Artistes Français. Un dia va declarar: «Aquests morts, els aixecaré!». Aquesta missió pren cos amb Els Fantasmes. Encàrrec de l'Estat des de 1919, la maqueta en guix d'aquesta obra rep la medalla d'honor al Saló dels Artistes francesos de 1923.

## Honors

### Guardons
- 1900: prix de Rome d'escultura
- 1923: medalla d'honor al Saló dels Artistes Français de 1923
- 1928: medalla d'or al concurs d'art dels IX Jocs Olímpics d'Amsterdam amb una estàtua titulada El Boxador.

### Distincions
Paul Landowski és anomenat cavaller de l'ordre nacional de la Legió d'honor per decret del 13 de genr de 1907, a continuació oficial per decret del 8 d'agost de 1920 i comandant per decret del 30 d'abril de 1926. És decorat de la creu de guerra 1914-1918.

### Institucions establertes en la seva memòria
- El museu-jardí Paul-Landowski,[27] situat al nº 14 del carrer Max-Blondat a Boulogne-Billancourt, a la localització del taller de l'escultor qui hi va treballar fins a la seva mort l'any 1961.
- L'Espai multimèdia Landowski, situat avinguda André-Morizet a Boulogne-Billancourt, alberga sobretot el museu dels Anys Trenta.
- El col·legi Paul-Landowski, situat al nº 94 del carrer Escudier a Boulogne-Billancourt. Arquitecte: G. Merlet, 1981.

## Alumnes
- Joseph Andrau (1907-1987) al ENSBA
- René Babin (1919-1997) al ENSBA
- Louis Bate (1898-1948)
- Jean Bazaine (1904-2001) al ENSBA i al taller
- André Bizette-Lindet (1906-1998) a la vil·la Médicis de 1931 a 1935
- Albert Bouquillon (1908-1997) a la vil·la Médicis de 1935 a 1939
- Claude Bouscau (1909-1985) a la vil·la Médicis de 1935 a 1939
- Simone Boutarel (1892-1987)
- Yves Brayer (1907-1990) (pintor) a la vil·la Médicis de 1931 a 1934
- Gaston Cadenat (1905-1966), segon i primer segon gran prix de Roma l'any 1930 i 1935
- Gérard Choain (1906-1988) al ENSBA de 1926 a 1930
- Lucien Fontanarosa (1912-1975) a la vil·la Médicis de juny 1937 a març 1939
- Louis Leygue (1905-1992)
- Henri Lagriffoul (1907-1981)
- René Leleu (1911-1984)
- Émile Morlaix (1909-1990) al ENSBA
- Victor Nicolas (1906-1979) al ENSBA de 1926 a 1930
- André Tondu (1903-1980, pintor) a la vil·la Médicis de 1932 a 1936